# Craibiodendron
Craibiodendron es un género  de plantas fanerógamas perteneciente a la familia Ericaceae.  Comprende 8 especies descritas y de estas, solo 5 aceptadas.

## Taxonomía
El género  fue descrito por William Wright Smith y publicado en Records of the Botanical Survey of India 4: 276. 1911. La especie tipo es: Craibiodendron shanicum W.W. Sm.

## Especies aceptadas
A continuación se brinda un listado de las especies del género Craibiodendron aceptadas hasta febrero de 2014, ordenadas alfabéticamente. Para cada una se indica el nombre binomial seguido del autor, abreviado según las convenciones y usos.
- Craibiodendron henryi W.W.Sm.
- Craibiodendron scleranthum (Dop) Judd
- Craibiodendron stellatum (Pierre) W.W.Sm.
- Craibiodendron vietnamense Judd
- Craibiodendron yunnanense W.W.Sm.